# Єлань (Талицький міський округ)
Єла́нь (рос. Елань) — село у складі Талицького міського округу Свердловської області.
Населення — 622 особи (2010, 803 у 2002).
Національний склад станом на 2002 рік: росіяни — 97 %.